# باليتوا

باليتوا هي بلدة نقع في غرب ولاية تشين،ميانمار.